# Combo Xingú (álbum)
Combo Xingú es el primer álbum de estudio oficial de la banda chilena Combo Xingú, lanzado en 1971 por el sello DICAP y dirigido por el director de orquesta Sergio Arellano.

## Lista de canciones
| Combo Xingú |                               |                 |          |  |
| N.º         | Título                        | Música          | Duración |  |
| 1.          | «Ven conmigo, ven»            |                 |          |  |
| 2.          | «El hombre actual»            | Payo Grondona   |          |  |
| 3.          | «Joven otra vez»              | Sergio Arellano |          |  |
| 4.          | «La brujita»                  | Payo Grondona   |          |  |
| 5.          | «Nunca me volveré a enamorar» |                 |          |  |
| 6.          | «Corny horny»                 |                 |          |  |
| 7.          | «Hemos dicho basta»           |                 |          |  |
| 8.          | «Ella me acarició»            |                 |          |  |
| 9.          | «Los momentos»                | Eduardo Gatti   |          |  |
| 10.         | «4 de septiembre de 1970»     |                 |          |  |
| 11.         | «Nuestro día vendrá»          |                 |          |  |
| 12.         | «No nos moverán»              | tradicional     |          |  |